# 김대일
김대일(1980년 1월 ~ )은 대한민국의 기업인이다. 전라남도 완도에서 태어났으며, 한양대학교(에리카(ERICA)(안산) 캠퍼스) 컴퓨터공학과 중퇴 후 가마소프트에 입사했다. 가마소프트에서 개발 총괄을 맡아 릴 온라인을 제작했고 2003년, 가마소프트를 퇴사해 ‘NHN엔터테인먼트’로 자리를 옮겼다. 이곳에서 R2와 C9을 개발했다. R2와 C9 개발로 디지털콘텐츠 국무총리상, 2009년 연말 올해의 개발자 등의 상을 받았다.
그 후 2010년 펄어비스를 설립하여 MMORPG 검은사막을 제작했다. 2016년 6월 펄어비스 이사회 의장으로 재직하며 검은사막 이후의 차기작 개발에 매진하고 있다. 2017년 12월 검은사막 해외진출 성과로 대한민국문화콘텐츠 해외진출유공자포상 대통령표창을 받았다.

## 경력사항
- 2016년 7월 ~ 현재 - 펄어비스 이사회의장
- 2010년 9월 ~ 2016년 6월 - 펄어비스 대표이사 (검은사막 개발)
- 2003년 8월 ~ 2010년 2월 - NHN 게임즈 (R2, C9 개발)
- 2000년 2월 ~ 2003년 8월 - 가마소프트 (릴 온라인 개발)

## 수상 내역
- 2017년 12월 - 대한민국 콘텐츠 대상 대통령 표창
- 2009년 12월 - 2009 게임대상 및 5개 부분 수상
- 2006년 12월 - 2006 디지털콘텐츠 금상